# Romy Haag

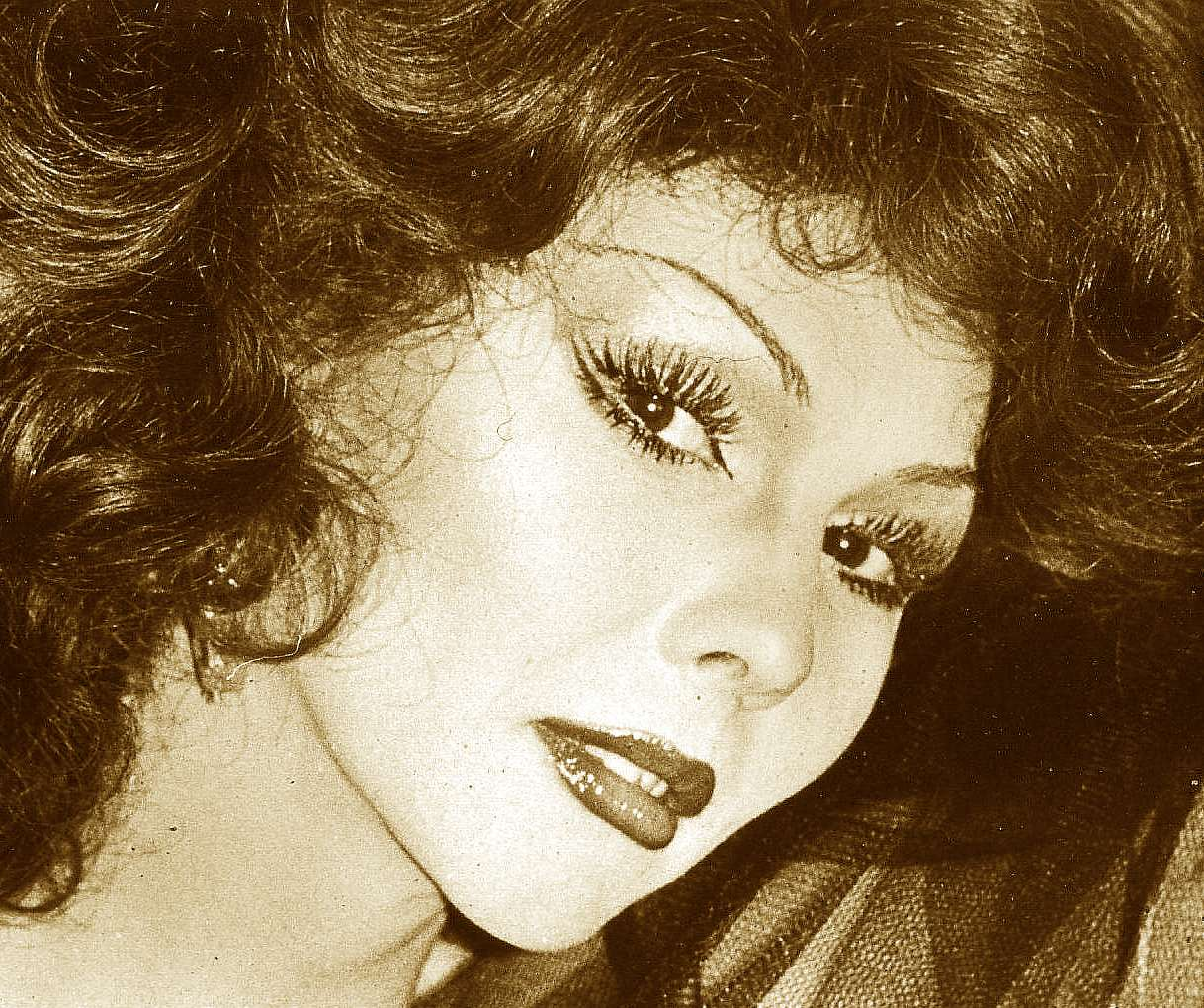
Romy Haag

Romy Haag (anhörenⓘ * 1. Januar 1951, nach anderen Angaben 1948 als Edouard Frans Verba in Scheveningen, Niederlande) ist eine niederländisch-deutsche Sängerin, Schauspielerin, Tänzerin und ehemalige Nachtclubbesitzerin.

## Leben
Mit 13 Jahren verließ Romy Haag ihre Familie und ging zum Zirkus. Ihre Karriere begann im traditionsreichen Circus Strassburger, wo sie als Clown in Kindermatineen auftrat. Mit 16 Jahren zog sie mit dem Trapezkünstler des Zirkus nach Paris und debütierte im bekannten Pariser Nachtclub Alcazar als Schönheitstänzerin.
Ein US-amerikanischer Showmanager bot ihr eine Tournee an, sodass sie mit ihrem „Berliner Chansonprogramm“ auf Fire Island, Long Island und in Atlantic City  auftrat. Dort verliebte sie sich in einen aus Berlin kommenden Straßenmusiker und ging mit ihm in die Stadt, die sie zwar besang, aber noch nicht kannte.

Kein Cabaret im belebten Nachtleben der damals geteilten Stadt entsprach ihren Wünschen, sodass sie 1974, mit 26 Jahren, in Berlin-Schöneberg das Chez Romy Haag eröffnete, das mit der Zeit sehr erfolgreich wurde. Viele berühmte Gäste wie Udo Lindenberg, Zizi Jeanmaire, Patricia Highsmith, Bryan Ferry, Freddie Mercury, Lou Reed und Mick Jagger, den sie 1973 kennenlernte, besuchten das Cabaret. David Bowie ging mit Haag 1976 eine Beziehung ein, zog nach Berlin und absolvierte seine erste Deutschland-Tournee.
1977 erschien ihre erste Single „Liege-Samba“, für die Udo Lindenberg Text und Musik schrieb. Mit ihm ging sie auch auf Tournee. Im Jahr darauf folgte die Single Superparadise. 1979 wurde in der New Yorker Profile Gallery eine Foto-Hommage über sie präsentiert und 1981 erschien ihre erste LP mit dem Titel So bin ich, für die Klaus Hoffmann die Texte schrieb.
Nach neun Jahren verkaufte sie 1983 ihren Nachtclub und ging auf Entdeckungsreise um die Welt. Sie unterzog sich mit 35 Jahren einer geschlechtsangleichenden Operation in der Schweiz. Zurück in der Bundesrepublik Deutschland, begann sie 1986 einen neuen Abschnitt in ihrer Karriere und tourte mit dem Programm „City in the Night“ durch die deutschsprachigen Länder und die USA.
Sie spielte in 26 Filmen, unter anderem in Plastikfieber, Zum Beispiel Otto Spalt, Die Hamburger Krankheit und Mascara mit Charlotte Rampling, und veröffentlichte 17 stilistisch unterschiedliche Platten wie ihre LP Flugblatt oder das Musical Tell!.
Mitte der 1980er Jahre bekam sie als Hauptfigur der Videoinstallation Queen Zero eine Art-Performance im New Yorker Museum of Modern Art.
1997 wurde Haag auf der Berlinale 1997 mit einem Ehrenpreis für ihr filmisches Lebenswerk mit dem Special Teddy Award ausgezeichnet, einem Preis für Filme mit dem Themenschwerpunkt schwul, lesbisch oder transsexuell.
1999 erschien ihre Autobiografie Eine Frau und mehr. Darin beschreibt sie ihr Leben, die Künstlerszenen in den USA und in Berlin der 1970er Jahre sowie ihre Bekanntschaft mit Amanda Lear.
2010 spielte sie in der Internet-Seifenoper Doc Love an der Seite von Dieter Bach, Oliver Bender und Ellenie Salvo González eine Sprechstundenhilfe.
Im Laufe der Jahre trat sie mit folgenden Musikern auf: Conny Göckel (Keyboard), Alexander Kraut (Keyboard), Lutz Woite (Bass), Friedel Schwarz (Bass), Erik Küppers (Gitarre), Blacky Schwarz (Gitarre), Roland Götz (Schlagzeug), Hansi Wallbaum (Schlagzeug), Uli Moritz (Schlagzeug), Eberhardt Fortmann (Saxophon).

## Ehrungen
Der deutsche Astronom Felix Hormuth hat einen von ihm am 29. Januar 2009 entdeckten Kleinplaneten nach Romy Haag benannt. Seither heißt der Asteroid offiziell (305660) Romyhaag. Im Jahr 2019 wurde Haag der Rosa-Courage-Preis verliehen.

## Diskografie
- 1977: Tell! (Musical mit Udo Lindenberg, Alexis Korner, Su Kramer und Jürgen Drews)
- 1977: Liege Samba (Telefunken)
- 1978: Superparadise (Philips)
- 1979: Showtime (Philips)
- 1979: Catch me (Aladin / EM)
- 1981: So bin Ich (Aladin / CBS)
- 1983: Flugblatt (Risiko)
- 1985: City in the Night (Constant)
- 1990: Süße Kirschen (Teldec)
- 1990: Rock n Roll Bitch (Black-Heart Records)
- 1992: Leben ist gleich Karneval (Black-Heart Records)
- 1993: Chaos in Einheit (Black-Heart Records)
- 1994: Toujours Retour (Ricca Records)
- 1996: Hexenkessel (Black-Heart Records)
- 1999: Cabaret Berlin (Ricca Records)
- 2000: So bin ich (Ricca Records, remastered)
- 2001: La Vie En Rose (Monopol Records)
- 2001: Balladen für Huren und Engel (Ricca Records)
- 2002: memories are made of this (mystical hunters records)
- 2003: Reichtum (kraut records)
- 2004: Reichtum-Chill-Inn-Music (Meditation)
- 2005: Frauen, die ich nicht vergessen kann (kraut records)
- 2010: Moving on (for music)

## Filme (Auswahl)
- 1977: Belcanto oder Darf eine Nutte schluchzen?, Regie: Robert van Ackeren
- 1979: Die Hamburger Krankheit, Regie: Peter Fleischmann
- 1979: Plastikfieber, Regie: Helmut Wietz
- 1987: Ossegg oder Die Wahrheit über Hänsel und Gretel, Regie: Thees Klahn
- 1987: Mascara, Regie: Patrick Conrad
- 1988: Zum Beispiel Otto Spalt, Regie: René Perraudin
- 2014: Laura – Das Juwel von Stuttgart, Regie: Rosa von Praunheim

## Hörspiele
- 1978: Anthony Ingrassia: Berührungen – Regie: Götz Naleppa (Hörspiel (Kunstkopf) – RIAS Berlin/NDR)